# Nati nel 1968/Settembre
| Questa pagina contiene informazioni ricavate automaticamente dalle voci biografiche con l'ausilio del template Bio e di un bot. L'aggiornamento è periodico e automatico e ricostruisce completamente la pagina. Se manca una persona in questa lista, sei pregato di non aggiungerla, ma accertati piuttosto che la sua voce biografica contenga il template Bio e che i dati anagrafici siano correttamente compilati. Se il template Bio manca, inseriscilo tu stesso o, in alternativa, metti l'avviso {{tmp\|Bio}} che ne segnala la mancanza. Se i dati riportati sono sbagliati, correggi direttamente la voce biografica; le modifiche saranno visibili in questa lista entro pochi giorni. Per chiarimenti vedi il progetto biografie. La lista contiene solo le 330 persone che sono citate nell'enciclopedia e per le quali è stato implementato correttamente il template Bio. Pagina aggiornata al 18 ago 2025. |

- 1º settembre - Mohamed Atta, terrorista egiziano († 2001)
- 1º settembre - Samuel Duran, ex pugile filippino
- 1º settembre - Simon Geoghegan, ex rugbista a 15 e avvocato britannico
- 1º settembre - Franck Lagorce, ex pilota automobilistico francese
- 1º settembre - Regina, cantante e conduttrice radiofonica brasiliana
- 1º settembre - Patrick Sylvestre, ex calciatore svizzero
- 2 settembre - Kristen Cloke, attrice statunitense
- 2 settembre - Valentina De Poli, giornalista italiana
- 2 settembre - Mark Everett, ex mezzofondista e velocista statunitense
- 2 settembre - Jonathan Goldstein, sceneggiatore, regista e produttore televisivo statunitense
- 2 settembre - Joe Nagbe, ex calciatore liberiano
- 2 settembre - Jill Rutten, ex calciatrice e allenatrice di calcio statunitense
- 2 settembre - Vaughan Ryan, ex calciatore inglese
- 2 settembre - Cynthia Watros, attrice statunitense
- 3 settembre - Trevor Kronemann, ex tennista statunitense
- 3 settembre - Christophe Mengin, ex ciclista su strada e ciclocrossista francese
- 3 settembre - Thomas Ostermeier, regista teatrale tedesco
- 3 settembre - Tamás Petres, ex calciatore ungherese
- 3 settembre - Grace Poe, politica filippina
- 3 settembre - Federico Sirianni, cantautore italiano
- 3 settembre - Dragan Skočić, allenatore di calcio e ex calciatore croato
- 3 settembre - Mauro Zonta, orientalista italiano († 2017)
- 4 settembre - Natacha Amal, attrice belga
- 4 settembre - Anders Bergström, ex fondista svedese
- 4 settembre - John DiMaggio, attore e doppiatore statunitense
- 4 settembre - Vaughn Dunbar, ex giocatore di football americano statunitense
- 4 settembre - Carlette Guidry-White, ex velocista statunitense
- 4 settembre - Arne Linn, ex calciatore norvegese
- 4 settembre - Alejandro Mancuso, allenatore di calcio e ex calciatore argentino
- 4 settembre - Antonio Misiani, politico italiano
- 4 settembre - Daniel Mudau, ex calciatore sudafricano
- 4 settembre - Mike Piazza, giocatore di baseball, allenatore di baseball e dirigente sportivo statunitense
- 4 settembre - Cleto Polonia, allenatore di calcio e ex calciatore italiano
- 4 settembre - Gavin Smith, giocatore di poker canadese († 2019)
- 4 settembre - Joey Wright, ex cestista e allenatore di pallacanestro statunitense
- 4 settembre - Panagiōtīs Xiouroupas, allenatore di calcio e ex calciatore cipriota
- 5 settembre - Christopher Boyes, tecnico del suono statunitense
- 5 settembre - Thomas Kean Jr., politico statunitense
- 5 settembre - Serhij Kovalec', allenatore di calcio e ex calciatore ucraino
- 5 settembre - Luana Ravegnini, conduttrice televisiva, attrice e showgirl italiana
- 5 settembre - Lobsang Sangay, politico tibetano
- 5 settembre - Dennis Scott, ex cestista e dirigente sportivo statunitense
- 5 settembre - Brad Wilk, batterista statunitense
- 6 settembre - Mike Briggs, ex tennista statunitense
- 6 settembre - Christopher Brookmyre, scrittore, critico cinematografico e musicista britannico
- 6 settembre - Kris Chougkaz, allenatore di pallacanestro e ex cestista greco
- 6 settembre - Alexandre Del Valle, politologo e saggista francese
- 6 settembre - Xavier Escaich, ex calciatore spagnolo
- 6 settembre - Mark Ivanir, attore e doppiatore ucraino
- 6 settembre - Hideyuki Nakajō, pilota motociclistico giapponese
- 6 settembre - Bruno Risi, ex pistard e ciclista su strada svizzero
- 6 settembre - Rostyslav Zaulyčnyj, ex pugile ucraino
- 7 settembre - José María Ceballos, ex calciatore spagnolo
- 7 settembre - Jarrod Cunningham, rugbista a 15 neozelandese († 2007)
- 7 settembre - Jan Dam, ex calciatore faroese
- 7 settembre - Dellera, cantautore e polistrumentista italiano
- 7 settembre - Marcel Desailly, ex calciatore ghanese
- 7 settembre - Giuliana Fiorentino, giornalista italiana
- 7 settembre - Jim Gannon, allenatore di calcio e ex calciatore inglese
- 7 settembre - Michele Gelsi, allenatore di calcio e ex calciatore italiano
- 7 settembre - Camille Japy, attrice francese
- 7 settembre - Manuel Márquez Roca, allenatore di calcio e ex calciatore spagnolo
- 7 settembre - Pietro Perconti, filosofo italiano
- 7 settembre - Didier Santini, allenatore di calcio e ex calciatore francese
- 7 settembre - Mouhamadou Sow, ex cestista senegalese
- 7 settembre - Giovanni Toti, politico e giornalista italiano
- 7 settembre - K'akhaber Tskhadadze, allenatore di calcio e ex calciatore georgiano
- 7 settembre - Erik Williams, ex giocatore di football americano statunitense
- 8 settembre - Joan Carrillo, allenatore di calcio e ex calciatore spagnolo
- 8 settembre - Andrzej Cofalik, ex sollevatore polacco
- 8 settembre - Roberto Di Donna, tiratore a segno italiano
- 8 settembre - Paul Mazurkiewicz, batterista statunitense
- 8 settembre - Heike Roth, ex cestista tedesca
- 8 settembre - Marcus Siepen, chitarrista tedesco
- 8 settembre - Ray Wilson, cantante britannico
- 9 settembre - Julian Baggini, filosofo e giornalista britannico
- 9 settembre - Shahbaz Bhatti, politico pakistano († 2011)
- 9 settembre - Daniel, cantante e attore brasiliano
- 9 settembre - Jon Drummond, ex velocista statunitense
- 9 settembre - Nathan Lee Graham, cabarettista e attore statunitense
- 9 settembre - Slobodan Grubor, allenatore di calcio e ex calciatore austriaco
- 9 settembre - Donald Johnson, ex tennista statunitense
- 9 settembre - Jozef Juriga, ex calciatore cecoslovacco
- 9 settembre - Tharon Mayes, ex cestista statunitense
- 9 settembre - John Medina, ex calciatore venezuelano
- 9 settembre - Ari Palolahti, ex fondista finlandese
- 9 settembre - Adrián Paz, ex calciatore uruguaiano
- 9 settembre - Ferruccio Sansa, giornalista e politico italiano
- 9 settembre - Julia Sawalha, attrice britannica
- 9 settembre - Jocelyn Seagrave, attrice statunitense
- 9 settembre - Hans-Peter Steinacher, velista austriaco
- 9 settembre - Cristiano Travaglioli, montatore italiano
- 9 settembre - Valentina OK, cantante italiana († 2014)
- 10 settembre - Alfredo Arciero, regista e sceneggiatore italiano
- 10 settembre - Emanuela Brizio, fondista di corsa in montagna italiana
- 10 settembre - Florence Devouard, ingegnera francese
- 10 settembre - Girolamo Giovinazzo, ex judoka e allenatore di judo italiano
- 10 settembre - Enrique González, ex cestista messicano
- 10 settembre - Big Daddy Kane, rapper statunitense
- 10 settembre - Andreas Herzog, allenatore di calcio e ex calciatore austriaco
- 10 settembre - Annie Laurendeau, ex sciatrice alpina canadese
- 10 settembre - Juan Martín Maldacena, fisico argentino
- 10 settembre - Guy Ritchie, regista, sceneggiatore e produttore cinematografico britannico
- 10 settembre - Chip Z'Nuff, bassista statunitense
- 11 settembre - Slaven Bilić, allenatore di calcio e ex calciatore croato
- 11 settembre - Bertrand Bonello, regista, sceneggiatore e compositore francese
- 11 settembre - Taymi Chappé, schermitrice cubana († 2020)
- 11 settembre - Stanley Donwood, artista e scrittore inglese
- 11 settembre - Ljubinko Drulović, allenatore di calcio e ex calciatore serbo
- 11 settembre - Niels Frederiksen, allenatore di calcio danese
- 11 settembre - Hermenegildo García, ex schermidore cubano
- 11 settembre - Jari Isometsä, dirigente sportivo e ex fondista finlandese
- 11 settembre - Litefoot, attore e rapper statunitense
- 11 settembre - Klaus Mirwald, ex calciatore e allenatore di calcio tedesco
- 11 settembre - Richard Shaw, ex calciatore inglese
- 11 settembre - Andreas Tews, ex pugile tedesco
- 12 settembre - Mark Andrews, animatore, regista e designer statunitense
- 12 settembre - Laura Cutina, ex ginnasta rumena
- 12 settembre - Larry LaLonde, chitarrista statunitense
- 12 settembre - Leszek Nowosielski, ex schermidore canadese
- 12 settembre - Paul F. Tompkins, comico, attore e sceneggiatore statunitense
- 12 settembre - Jay Wade Edwards, regista e editore statunitense
- 13 settembre - Marina Berlinghieri, politica italiana
- 13 settembre - Ole Bjur, dirigente sportivo e ex calciatore danese
- 13 settembre - Brad Johnson, ex giocatore di football americano statunitense
- 13 settembre - A J Kitt, ex sciatore alpino statunitense
- 13 settembre - Santi Millán, attore e conduttore televisivo spagnolo
- 13 settembre - Roberto Monserrat, ex calciatore argentino
- 13 settembre - Phajol Moolsan, ex pugile thailandese
- 13 settembre - Qiao Yunping, ex tennistavolista cinese
- 13 settembre - Jeff Saibene, allenatore di calcio e ex calciatore lussemburghese
- 13 settembre - Benjamin Schmid, violinista austriaco
- 13 settembre - Emma Wiklund, supermodella e attrice svedese
- 13 settembre - Bernie Williams, ex giocatore di baseball portoricano
- 14 settembre - Pete Chilcutt, ex cestista statunitense
- 14 settembre - Siniša Ergotić, ex lunghista croato
- 14 settembre - Sálvio Fagundes, ex arbitro di calcio brasiliano
- 14 settembre - Federica Fantozzi, scrittrice e giornalista italiana
- 14 settembre - Bajram Fraholli, ex calciatore albanese
- 14 settembre - Jorge Luis Gómez, ex calciatore cileno
- 14 settembre - Ginger Helgeson, ex tennista statunitense
- 14 settembre - Karin Kschwendt, ex tennista austriaca
- 14 settembre - Dejan Mijatović, allenatore di pallacanestro serbo
- 14 settembre - Josef Pröll, politico austriaco
- 14 settembre - Uladzimir Sasimovič, ex giavellottista bielorusso
- 14 settembre - Grant Shapps, politico britannico
- 14 settembre - Otello Stefanini, carabiniere italiano († 1991)
- 14 settembre - Shūichi Yoshida, scrittore giapponese
- 14 settembre - Zhai Biao, ex calciatore cinese
- 15 settembre - Antonio Farina, scenografo italiano
- 15 settembre - Warren Fitzgerald, chitarrista e produttore discografico statunitense
- 15 settembre - Juan Carlos Garay, ex calciatore ecuadoriano
- 15 settembre - Dirk Medved, ex calciatore belga
- 15 settembre - Gabriel Antonio Mestre, arcivescovo cattolico argentino
- 15 settembre - Danny Nucci, attore statunitense
- 15 settembre - Kaspars Ozers, ex ciclista su strada lettone
- 15 settembre - German Skurygin, marciatore russo († 2008)
- 15 settembre - Masanori Suzuki, ex calciatore giapponese
- 15 settembre - Tạ Phong Tần, blogger vietnamita
- 16 settembre - Rafael Alkorta, ex calciatore, allenatore di calcio e dirigente sportivo spagnolo
- 16 settembre - Ellen Allien, musicista e produttrice discografica tedesca
- 16 settembre - Marc Anthony, cantante e attore statunitense
- 16 settembre - Walt Becker, regista e attore statunitense
- 16 settembre - Tara Cross, ex pallavolista statunitense
- 16 settembre - Charles McRae, ex giocatore di football americano statunitense
- 16 settembre - Federico Vassallo, cantautore italiano
- 17 settembre - Anastacia, cantautrice, compositrice e produttrice discografica statunitense
- 17 settembre - Joe Bastianich, imprenditore, personaggio televisivo e cantante statunitense
- 17 settembre - Eduardo Bennett, ex calciatore honduregno
- 17 settembre - Akhenaton, rapper e produttore discografico francese
- 17 settembre - Ahrue Luster, chitarrista statunitense
- 17 settembre - Vito Marletta, cantautore e musicista italiano († 2016)
- 17 settembre - Mehmet Âkif Pirim, ex lottatore turco
- 17 settembre - David Shrigley, artista britannico
- 17 settembre - Cheryl Strayed, scrittrice statunitense
- 17 settembre - Tito Vilanova, calciatore e allenatore di calcio spagnolo († 2014)
- 17 settembre - Warwick Waugh, ex rugbista a 15 e imprenditore australiano
- 17 settembre - Valerij Zelepukin, ex hockeista su ghiaccio russo
- 17 settembre - Marcos Martín de la Fuente, ex calciatore spagnolo
- 18 settembre - Ricardo Bango, ex calciatore spagnolo
- 18 settembre - Cristián Castañeda, ex calciatore cileno
- 18 settembre - Francesco De Nisi, politico italiano
- 18 settembre - Ron Ellis, ex cestista statunitense
- 18 settembre - Cappadonna, rapper statunitense
- 18 settembre - Ulrike Holzner, ex bobbista tedesca
- 18 settembre - Kang Chol-hwan, attivista nordcoreano
- 18 settembre - Toni Kukoč, ex cestista jugoslavo
- 18 settembre - Giorgio Serafini Prosperi, drammaturgo, regista teatrale e attore teatrale italiano
- 18 settembre - Kim Thúy, scrittrice canadese
- 18 settembre - Chloe Vevrier, ex attrice pornografica tedesca
- 19 settembre - Antimo Cesaro, politico italiano
- 19 settembre - Howard Clark, ex calciatore inglese
- 19 settembre - Troy Dalbey, ex nuotatore statunitense
- 19 settembre - Lila Downs, cantante, cantautrice e attrice messicana
- 19 settembre - Shawn Doyle, attore canadese
- 19 settembre - Marie Hauterville, ex schermitrice francese
- 19 settembre - Koos Maasdijk, ex canottiere olandese
- 19 settembre - Lisa Paus, politica tedesca
- 19 settembre - Lars Rambe, scrittore e avvocato svedese
- 19 settembre - Einar Páll Tómasson, ex calciatore islandese
- 20 settembre - Kylie Auldist, cantante australiana
- 20 settembre - Chen Jing, tennistavolista taiwanese
- 20 settembre - André Cruz, ex calciatore brasiliano
- 20 settembre - Daniele D'Odorico, imprenditore italiano
- 20 settembre - Rubén Gallego, scrittore russo
- 20 settembre - Chiara Maria Gemma, politica italiana
- 20 settembre - Ralf Hauptmann, ex calciatore tedesco orientale
- 20 settembre - Van Jones, avvocato, scrittore e attivista statunitense
- 20 settembre - Miro Kovač, storico, diplomatico e politico croato
- 20 settembre - Antonio La Torre Giordano, storico del cinema, critico cinematografico e saggista italiano
- 20 settembre - Síofra O'Leary, giudice irlandese
- 20 settembre - Néstor Ortiz, ex calciatore colombiano
- 20 settembre - Leah Pinsent, attrice canadese
- 20 settembre - Monchi, dirigente sportivo e ex calciatore spagnolo
- 20 settembre - Gian Franco Saba, arcivescovo cattolico italiano
- 20 settembre - Ben Shepherd, bassista statunitense
- 20 settembre - Nicola Siri, attore italiano
- 20 settembre - Chad Stahelski, stuntman, attore e regista statunitense
- 20 settembre - Eric Turner, giocatore di football americano statunitense († 2000)
- 20 settembre - Peter Wirnsberger II, sciatore alpino austriaco († 1992)
- 21 settembre - Alexīs Alexandrīs, allenatore di calcio e ex calciatore greco
- 21 settembre - Marta Iacopini, attrice italiana
- 21 settembre - Ricki Lake, attrice e produttrice televisiva statunitense
- 21 settembre - Vlado Papić, ex calciatore croato
- 21 settembre - Larry Stewart, ex cestista statunitense
- 21 settembre - Lisa Angell, cantante francese
- 21 settembre - Greg Wells, musicista e produttore discografico canadese
- 22 settembre - David Bisconti, ex calciatore argentino
- 22 settembre - Robert Buckland, politico e avvocato britannico
- 22 settembre - Catherine Fonck, politica belga
- 22 settembre - Ronnie Jowa, ex calciatore e ex giocatore di calcio a 5 zimbabwese
- 22 settembre - Inga Kesper, ex biatleta tedesca
- 22 settembre - Elena Šalina, ex fondista russa
- 22 settembre - Mihai Răzvan Ungureanu, politico, storico e diplomatico rumeno
- 22 settembre - Wagner Fernando Velloso, allenatore di calcio e ex calciatore brasiliano
- 23 settembre - Kazushige Abe, scrittore giapponese
- 23 settembre - Mihajlo Biberčić, allenatore di calcio e ex calciatore serbo
- 23 settembre - DOA, scrittore e scenografo francese
- 23 settembre - Liam Daish, allenatore di calcio e ex calciatore inglese
- 23 settembre - Daniel Dumitrescu, pugile rumeno
- 23 settembre - Nebojša Gudelj, allenatore di calcio e ex calciatore serbo
- 23 settembre - Mariann Horváth, ex schermitrice ungherese
- 23 settembre - Guy M'Bongo, ex cestista centrafricano
- 23 settembre - Rolando Martín, ex rugbista a 15, allenatore di rugby a 15 e imprenditore argentino
- 23 settembre - Gianluca Pianegonda, ex ciclista su strada italiano
- 23 settembre - Adam Price, politico gallese
- 23 settembre - Sydnee Steele, sessuologa, attivista e ex attrice pornografica statunitense
- 23 settembre - Michelle Thomas, attrice statunitense († 1998)
- 23 settembre - Erik Weihenmayer, alpinista statunitense
- 23 settembre - Wendelin Werner, matematico tedesco
- 24 settembre - Awad Al-Anazi, ex calciatore saudita
- 24 settembre - Saad Shaddad Al-Asmari, ex siepista saudita
- 24 settembre - Saleh Al-Dawod, ex calciatore saudita
- 24 settembre - Andrea Caverzan, allenatore di calcio e ex calciatore italiano
- 24 settembre - Attila Feri, ex sollevatore rumeno
- 24 settembre - Glenn Fleshler, attore statunitense
- 24 settembre - Davide Garbolino, doppiatore, direttore del doppiaggio e conduttore televisivo italiano
- 24 settembre - Ralf Kellermann, allenatore di calcio e ex calciatore tedesco
- 24 settembre - Kōstakīs Kōnstantinou, ex calciatore cipriota
- 24 settembre - Lucio Leoni, fumettista italiano
- 24 settembre - Chiara Noschese, attrice, cantante e regista teatrale italiana
- 24 settembre - Mike Obiku, ex calciatore nigeriano
- 24 settembre - Martín Eulogio Rodríguez, ex calciatore peruviano
- 24 settembre - Aravat Sabeev, ex lottatore sovietico
- 24 settembre - Lorenzo Tedeschi, ex pallavolista italiano
- 25 settembre - Rock Embingou, ex calciatore congolese (Repubblica del Congo)
- 25 settembre - Sébastien Fath, scrittore e storico francese
- 25 settembre - Dražen Kutleša, arcivescovo cattolico croato
- 25 settembre - Mahieddine Meftah, ex calciatore algerino
- 25 settembre - Cristiano Migliorati, ex pilota motociclistico e dirigente sportivo italiano
- 25 settembre - Friso di Orange-Nassau, conte olandese († 2013)
- 25 settembre - Carlo Piana, avvocato italiano
- 25 settembre - Will Smith, attore, produttore cinematografico e rapper statunitense
- 25 settembre - Swan, regista e sceneggiatore italiano
- 26 settembre - Stuart Cassidy, ex ballerino inglese
- 26 settembre - Jim Caviezel, attore e produttore cinematografico statunitense
- 26 settembre - Jurij Dudnyk, allenatore di calcio e ex calciatore ucraino
- 26 settembre - Miloš Glonek, ex calciatore slovacco
- 26 settembre - Debbie Knox, ex giocatrice di curling britannica
- 26 settembre - James Michael, produttore discografico, compositore e musicista statunitense
- 26 settembre - Frédéric Moncassin, ex ciclista su strada e dirigente sportivo francese
- 26 settembre - Hayato Okanaka, ex calciatore giapponese
- 26 settembre - César Portillo, ex cestista venezuelano
- 26 settembre - Massimo Quattrini, allenatore di calcio a 5 e ex giocatore di calcio a 5 italiano
- 26 settembre - Anthony Shadid, giornalista statunitense († 2012)
- 26 settembre - Ben Shenkman, attore statunitense
- 27 settembre - Mauro Antonioli, allenatore di calcio e ex calciatore italiano
- 27 settembre - Stipe Balajić, allenatore di calcio e ex calciatore croato
- 27 settembre - Mark Bradtke, ex cestista australiano
- 27 settembre - Steve Chettle, allenatore di calcio e ex calciatore inglese
- 27 settembre - Ingela Ericsson, ex canoista svedese
- 27 settembre - Jonathan Evison, scrittore statunitense
- 27 settembre - Mari Kiviniemi, politica finlandese
- 27 settembre - František Máka, ex combinatista nordico ceco
- 27 settembre - Patrick Muldoon, attore e cantante statunitense
- 27 settembre - Indra Ové, attrice inglese
- 27 settembre - Steffen Rein, ex ciclista su strada e pistard tedesco
- 27 settembre - Héctor Enrique Rivas, ex calciatore venezuelano
- 27 settembre - Hamílton de Souza, ex calciatore brasiliano
- 27 settembre - Tod Williams, regista, produttore cinematografico e sceneggiatore statunitense
- 27 settembre - Aramayis Yepiskoposyan, ex calciatore armeno
- 27 settembre - Matjaž Zupan, ex saltatore con gli sci sloveno
- 28 settembre - Russell Beardsmore, ex calciatore inglese
- 28 settembre - Francois Botha, pugile, kickboxer e artista marziale misto sudafricano
- 28 settembre - Julie Fedorchak, politica statunitense
- 28 settembre - Mika Häkkinen, ex pilota automobilistico finlandese
- 28 settembre - Trish Keenan, musicista e cantante britannica († 2011)
- 28 settembre - Mikael Nilsson, ex calciatore svedese
- 28 settembre - Carré Otis, modella e attrice statunitense
- 28 settembre - Naomi Watts, attrice e produttrice cinematografica britannica
- 29 settembre - Luke Goss, attore e batterista britannico
- 29 settembre - Matt Goss, cantante britannico
- 29 settembre - Pat Lam, allenatore di rugby a 15 e ex rugbista a 15 neozelandese
- 29 settembre - Mara Lezama, politica e giornalista messicana
- 29 settembre - Kyle Lightbourne, allenatore di calcio, crickettista e ex calciatore britannico
- 29 settembre - Philip Rosedale, imprenditore e fisico statunitense
- 29 settembre - Tommy Rustad, pilota automobilistico norvegese
- 29 settembre - Svenja Schulze, politica tedesca
- 29 settembre - Alex Skolnick, chitarrista statunitense
- 29 settembre - Dragan Škrbić, ex pallamanista jugoslavo
- 29 settembre - Ivica Vastić, allenatore di calcio e ex calciatore croato
- 30 settembre - Lee-Roy Echteld, allenatore di calcio e ex calciatore olandese
- 30 settembre - Mariana Prommel, attrice e conduttrice televisiva argentina († 2021)
- 30 settembre - Bennet Omalu, medico nigeriano
- 30 settembre - Simone Osygus, ex nuotatrice tedesca
- 30 settembre - Ivajlo Ravucov, ex cestista bulgaro
- 30 settembre - Hervé Renard, allenatore di calcio e ex calciatore francese
- 30 settembre - Andrea Tiddi, sociologo e antropologo italiano
- 30 settembre - Zhao Xiaoding, direttore della fotografia cinese
- 30 settembre - Juan José Zúñiga, ex ufficiale boliviano